# Witthaya Moonwong
Witthaya Moonwong (tiếng Thái: วิทยา มูลวงศ์, sinh ngày 9 tháng 10 năm 1993) là một cầu thủ bóng đá từ Thái Lan. Hiện tại anh thi đấu cho Nongbua Pitchaya ở Thai League 2.

## Danh hiệu

### Quốc tế
U-19 Thái Lan
- Giải vô địch bóng đá U-19 Đông Nam Á Vô địch (1): 2011